# Duatlón

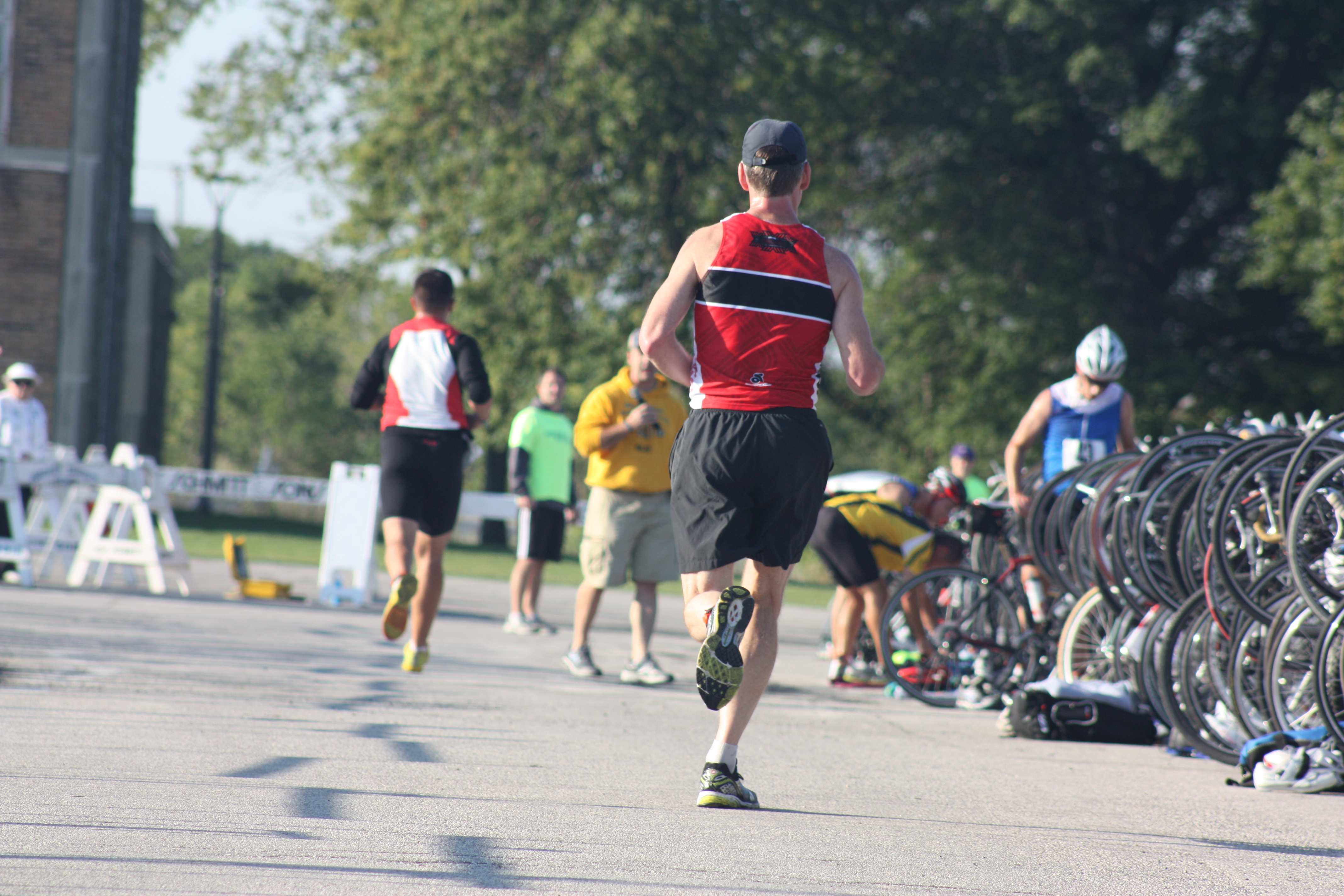
Zona de transición entre la carrera a pie y con bicicleta en duatlón.

El duatlón es un deporte individual o por equipos, y de resistencia, que reúne dos disciplinas deportivas: atletismo y ciclismo. Se aplica el orden siguiente: carrera a pie, ciclismo y de nuevo carrera a pie. Tiene una variante que es el duatlón de montaña, realizada en caminos no asfaltados y con una BTT y no debe confundirse con el biatlón. En duatlón el evento de mayor exigencia física se conoce como el Powerman (10 km de carrera a pie, 150 km de ciclismo y otros 30 km de carrera a pie), semejante al Ironman en el triatlón. El duatlón se disputa tanto en carretera como en montaña.

## Distancia
Las distancias recorridas en pruebas de duatlón son:
- Distancia sprint: 5 km + 20 km + 2,5 km
- Distancia olímpica o corta: 10 km + 40 km + 5 km
- Distancia larga: 14 km + 60 km + 7 km

El duatlón en España depende de la Federación Española de Triatlón (FETRI).

## Duatletas destacados

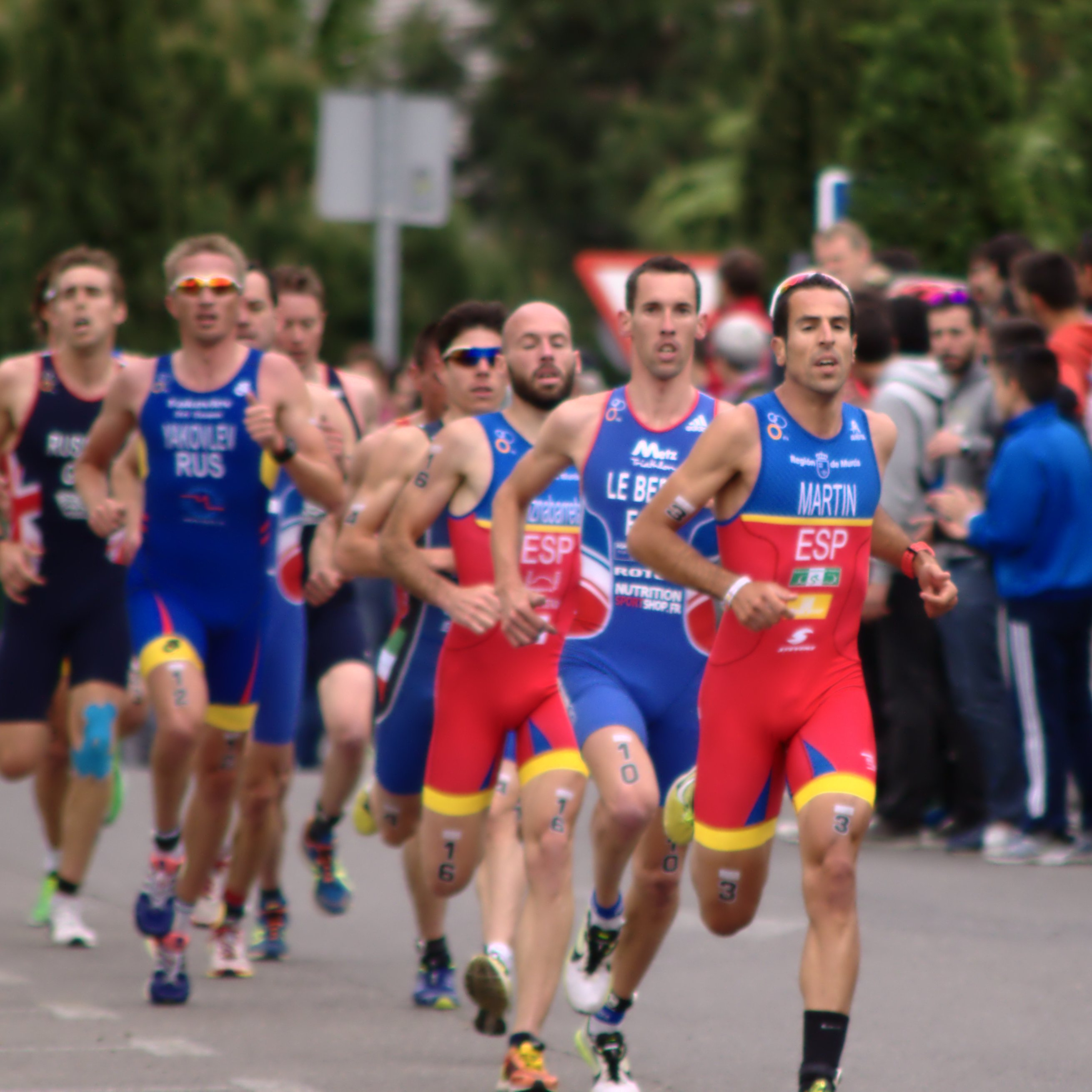
Emilio Martín en el Campeonato de Europa de duatlón 2015

Emilio Martín es el máximo representante del duatlón a nivel español y uno de los grandes duatletas a nivel internacional, podemos corroborarlo con algunos títulos ya en su palmarés, como son, varios campeonatos de España y de Andalucía, su primer puesto en el Campeonato del mundo de duatlón 2012 y su segundo puesto en el Campeonato del mundo de duatlón 2013. También tenemos a otros duatletas importantes a nivel nacional como son Sergio Lorenzo, Aída Valiño, Rocío Espada, María Varo y Javier Martin.